# Frederick Stanley Maude
Frederick Stanley Maude (ur. 24 czerwca 1864 w Gibraltarze, zm. 18 listopada 1917 w Bagdadzie) – brytyjski generał, znany z działań w Mezopotamii podczas I wojny światowej.

## Życiorys
Dowodził w zwycięskich bitwach pod Mohammed Abdul Hassan, Hai i Dahra w styczniu 1917 roku. Zdobył miasto Kut w lutym 1917, a następnie Bagdad 11 marca 1917, gdzie jeszcze tego samego roku zmarł na cholerę.